# 高崎記念
高崎記念（たかさききねん）は、かつて群馬県競馬組合が高崎競馬場で施行していた、地方競馬の重賞競走。

## 概要
2000年に高崎競馬場の重賞競走として創設。同年は出走条件が4歳以上だったが、翌年からは3歳以上に変更された。また、施行距離は当初はダート2000m、2003年からはダート2100mに変更された。格付けは2001年と2002年が北関東G2、2003年と2004年が北関東G1となっていた。高崎競馬が経営悪化により、2004年12月31日をもって廃止されたため、本競走もわずか5回で終了となった。

## 歴代優勝馬
| 回数  | 施行日         | 優勝馬           | 年齢 | 所属   | タイム | 優勝騎手   | 管理調教師 | 馬主         |
| ----- | -------------- | ---------------- | ---- | ------ | ------ | ---------- | ---------- | ------------ |
| 第1回 | 2000年6月18日  | サンエムキング   | 牡8  | 高崎   | 2:12.5 | 丸山侯彦   | 岡田英治   | 伊藤捷一     |
| 第2回 | 2001年7月1日   | デルマキングオー | 牡7  | 高崎   | 2:11.2 | 水野貴史   | 川嶋弘吉   | 浅沼廣幸     |
| 第3回 | 2002年7月14日  | フォースキック   | 牡4  | 高崎   | 2:08.8 | 茂呂菊次郎 | 飯田茂夫   | 栗飯原信彦   |
| 第4回 | 2003年10月12日 | テンリットル     | 牡5  | 高崎   | 2:21.1 | 水野貴史   | 川嶋弘吉   | (有)豊洋牧場 |
| 第5回 | 2004年9月26日  | カミスドリーム   | 牡7  | 北海道 | 2:21.3 | 坂下秀樹   | 楠克美     | 米田一彦     |